# Korea National League
Korea National League là một giải đấu bóng đá, đứng thứ ba trong Hệ thống các giải bóng đá Hàn Quốc. Bao gồm 10 câu lạc bộ. Mặc dù giải đấu mang danh là giải bán chuyên nhưng các cầu thủ thi đấu tại National League đều là cầu thủ chuyên nghiệp.

## Lịch sử
Giải đấu được chính thức ra đời năm 2003 với tên gọi K2 League, nhằm nâng cao tính cạnh tranh cho bóng đá Hàn Quốc. Trước đó, có nhiều giải đấu cúp khác nhau được tổ chức bởi các cơ quan quản lý bóng đá bán chuyên. Giải đấu có sự tham dự bở phần lớn các doanh nghiệp của các ngành công nghiệp chính của Hàn Quốc như ngân hàng, các công ty xây dựng. Giải được đổi tên thành Korea National League từ đầu năm 2006.
Giải đấu đã bắt đầu thi đấu với một mùa gồm hai giai đoạn kể từ khi ra đời, đội giành ngôi vô địch mỗi giai đoạn sẽ gặp nhau trong hai lượt chung kết tranh chức vô địch trước khi chuyển sang vòng playoff 4 đội năm 2008. Ngân hàng Kookmin giành chức vô địch năm 2003, và đã bảo vệ thành công danh hiệu của họ vào năm 2004. Incheon Korail giành danh hiệu trong năm 2005 trước khi Ngân hàng Kookmin giành lại lần thứ 3 năm 2006. Ulsan Hyundai Mipo Dolphin giành chức vô địch trong năm 2007.

## Mùa 2015
Dưới đây là 10 câu lạc bộ tham dự Korea National League trong mùa 2015.
- Busan Transportation Corporation FC
- Changwon FC
- Cheonan City FC
- Daejeon Korail FC
- Gangneung FC
- Gimhae FC
- Gyeongju Korea Hydro & Nuclear Power FC
- Mokpo City FC
- Ulsan Hyundai Mipo Dockyard Dolphin
- Yongin City FC

### Các sân vận động (2015)
Những sân vận động sử dụng tại Korea National League:
| Busan Transportation Corporation | Changwon FC              | Cheonan City                    | Daejeon Korail             | Gangneung FC           |
| -------------------------------- | ------------------------ | ------------------------------- | -------------------------- | ---------------------- |
| Sân vận động Busan Gudeok        | Changwon Football Center | Cheonan Football Center         | Daejeon Hanbat Stadium     | Gangneung Stadium      |
| Sức chứa: 30.000                 | Sức chứa: 15.500         | Sức chứa: 2.881                 | Sức chứa: 17.371           | Sức chứa: 22.333       |
|                                  |                          |                                 |                            |                        |
| Gimhae FC                        | Gyeongju KHNP            | Mokpo City                      | Ulsan Hyundai Mipo Dolphin | Yongin City            |
| Gimhae Stadium                   | Gyeongju Civic Stadium   | Trung tâm bóng đá quốc tế Mokpo | Ulsan Stadium              | Yongin Football Center |
| Sức chứa: 30.000                 | Sức chứa: 12.199         | Sức chứa: 5.952                 | Sức chứa: 19.665           | Sức chứa: 12.000       |
|                                  |                          |                                 |                            |                        |

## Các câu lạc bộ thành viên từ trước tới nay
Có tất cả 16 câu lạc bộ thành viên kể từ khi giải đấu được ra đời với tên gọi K2 League năm 2003. Seoul thay thế cho Hallelujah trong giai đoạn hai mùa 2003 sau cuộc biểu tình của Won Phật giáo buộc câu lạc bộ Cơ đốc giáo này rời khỏi Iksan. Hallelujah trở lại giải đấu năm 2004 sau khi chuyển tới Gimpo. Sangmu B rút lui khỏi giải sau khi kết thúc mùa 2005 để cho đội, Gwangju Sangmu Bulsajo về cơ bản là đội dự bị của đội K-League, tham dự Giải dự bị K-League.
Từ mùa 2010, Nowon Hummel FC chuyển về thành phố Chungju thuộc tỉnh Chungbuk và đổi tên thành Chungju Hummel FC.
Các đội dưới đây được liệt kê với tên hiện tại:
| Câu lạc bộ                              | Giải đoạn                   | Thành phố                 |
| --------------------------------------- | --------------------------- | ------------------------- |
| Ansan H FC                              | 2003 Giai đoạn 1, 2004–2012 | Ansan, Gyeonggi           |
| Gyeongju Korea Hydro & Nuclear Power FC | 2003–nay                    | Gyeongju, Gyeongbuk       |
| Gangneung FC                            | 2003–nay                    | Gangneung, Gangwon        |
| Goyang KB Kookmin Bank FC               | 2003–2012                   | Goyang, Gyeonggi          |
| Daejeon Korail FC                       | 2003–nay                    | Daejeon Metropolitan City |
| Chungju Hummel FC                       | 2003–2012                   | Chungju, Chungbuk         |
| Sangmu B                                | 2003–2005                   | Icheon, Gyeonggi          |
| Suwon City                              | 2003–2012                   | Suwon, Gyeonggi           |
| Ulsan Hyundai Mipo Dolphin              | 2003–nay                    | Ulsan Metropolitan City   |
| Yesan FC                                | 2003–2010                   | Yesan, Chungnam           |
| Seoul FC                                | 2003 Giai đoạn 2            | Seoul Metropolitan City   |
| Changwon FC                             | 2005–nay                    | Changwon, Gyeongnam       |
| Busan Transportation Corporation FC     | 2006–nay                    | Busan Metropolitan City   |
| Hongcheon Idu FC                        | 2007–09 Giai đoạn 1         | Hongcheon, Gangwon        |
| Cheonan City FC                         | 2008–nay                    | Cheonan, Chungnam         |
| Gimhae FC                               | 2008–nay                    | Gimhae, Gyeongnam         |
| Mokpo City FC                           | 2010–nay                    | Mokpo, Jeonnam            |
| Yongin City FC                          | 2010–nay                    | Yongin, Gyeonggi          |

### Các câu lạc bộ cũ
- Seoul FC (2003 Giai đoạn 2)
- Sangmu B (2003–2005)
- Hongcheon Idu FC (2007–09 Giai đoạn 1)
- Yesan FC (2003–2010)

## Các đội vô địch

### Danh hiệu theo mùa giải
| Mùa giải | Vô địch                    | Á quân           |
| 2003     | Goyang KB                  | Sangmu B         |
| 2004     | Goyang KB                  | Gangneung City   |
| 2005     | Incheon Korail             | Suwon City       |
| 2006     | Goyang KB                  | Gimpo Hallelujah |
| 2007     | Ulsan Hyundai Mipo Dolphin | Suwon City       |
| 2008     | Ulsan Hyundai Mipo Dolphin | Suwon City       |
| 2009     | Gangneung City             | Gimhae City      |
| 2010     | Suwon City                 | Daejeon KHNP     |
| 2011     | Ulsan Hyundai Mipo Dolphin | Goyang KB        |
| 2012     | Incheon Korail             | Goyang KB        |
| 2013     | Ulsan Hyundai Mipo Dolphin | Gyeongju KHNP    |
| 2014     | Ulsan Hyundai Mipo Dolphin | Daejeon Korail   |
| 2015     | Ulsan Hyundai Mipo Dolphin | Gyeongju KHNP    |
| 2016     | Ulsan Hyundai Mipo Dolphin | Gangneung City   |

### Theo Câu lạc bộ
| Club                       | Winners                                    | Runner-up            |
| Ulsan Hyundai Mipo Dolphin | 7 (2007, 2008, 2011, 2013, 2014,2015,2016) |                      |
| Goyang KB                  | 3 (2003, 2004, 2006)                       | 2 (2011, 2012)       |
| Daejeon Korail             | 2 (2005, 2012)                             | 1 (2014)             |
| Suwon City                 | 1 (2010)                                   | 3 (2005, 2007, 2008) |
| Gangneung City             | 1 (2009)                                   | 2 (2004,2016)        |
| Gyeongju KHNP              |                                            | 3 (2010, 2013,2015)  |
| Sangmu B                   |                                            | 1 (2003)             |
| Ansan H FC                 |                                            | 1 (2006)             |
| Gimhae City                |                                            | 1 (2009)             |

## Các cầu thủ nổi bật

### Các cầu thủ Sangmu
- Cho Jae-Jin
- Cho Won-Hee
- Kim Sang-Rok
- Kim Sang-Sik
- Kim Young-chul
- Kwon Jung-Hyuk
- Lee Dong-Gook
- Park Ho-Jin
- Park Jong-Woo
- Park Sung Bae
- Seo Deok-Kyu
- Seo Dong-Won
- Sim Jae-Won

### Các cầu thủ khác
| - Cho Se-Kwon - Goyang KB Kookmin Bank. - Cho Won-Kwang - Cheonan City. - Choi Chul-Woo - Ulsan Hyundai Mipo Dolphin. - Chung Yoo-Suk - Gangneung City. - Hwang Yeon-Seok - Goyang KB Kookmin Bank. - Jeon Sang-Dae - Ulsan Hyundai Mipo Dolphin. - Jung Suk-Keun - Incheon Korail. - Kim In-Sung - Gangneung City. - Kim Han-Won - Suwon City. - Kim Min-Soo - Incheon Korail. |  | - Kim Yong-hee - Gangneung City. - Kim Young-Hoo - Ulsan Hyundai Mipo Dolphin. - Ko Ki-Gu - Daejeon Korea Hydro & Nuclear Power. - Lee Do-Kweon - Gangneung City. - Lee Ho-Sung - Goyang KB Kookmin Bank. - Lee Kil-Yong - Changwon City. - Lim Ho - Goyang KB Kookmin Bank. - Nam Ki-Il - Cheonan City. - Park Jin-Seop - Ulsan Hyundai Mipo Dolphin. - Park Yo-Seb - Gangneung City. - Sung Han-Soo - Changwon City. |  | - Yoo Hyun - Ulsan Hyundai Mipo Dolphin. |

## Biểu trưng

2003–2009
2010–2019